# Braham Brakni
Braham Brakni né le 19 janvier 1931 à Blida en Algérie et décédé le 1957 à Menaceur  (Tipaza), est un joueur de football algérien et martyr, qui évoluait au poste d'attaquant. Le stade de son club porte le nom des frères Brakni, célèbre fief de l’USMB.

## Biographie
Attaquant, il joue son premier match en équipe première de l'USMB le 25 septembre 1949, lors d'une rencontre de division d'honneur (1ère division) face au club de Racing universitaire d'Alger,.

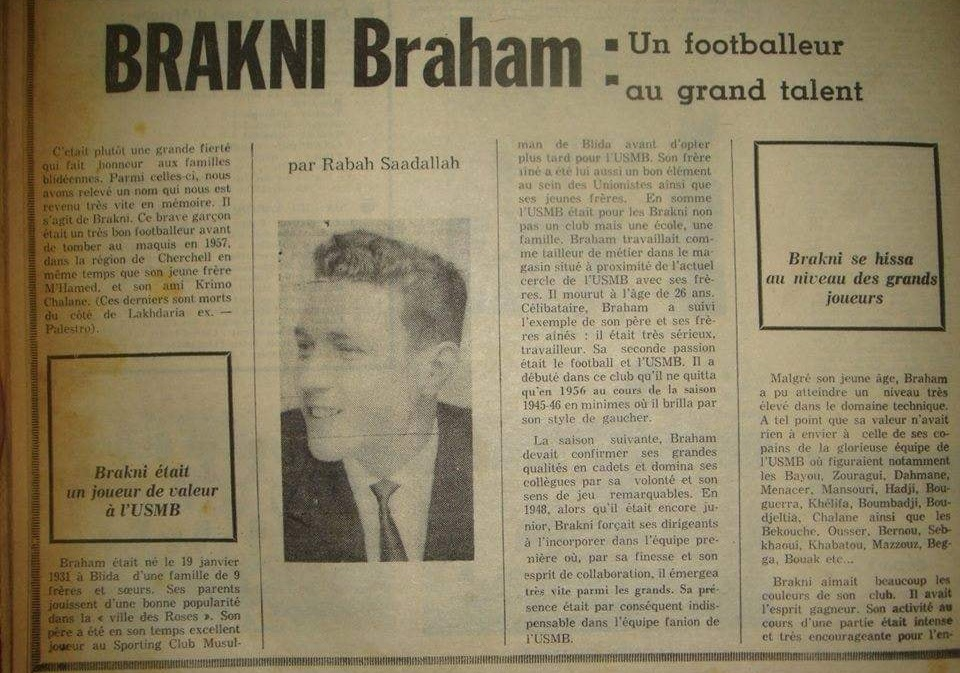
Braham Brakni.

Le 26 novembre 1950, il inscrit son premier but avec les vert à l'occasion du match contre le Gallia Sport d'Alger, lors d'une rencontre de division d'honneur.